# Franz Josef II.

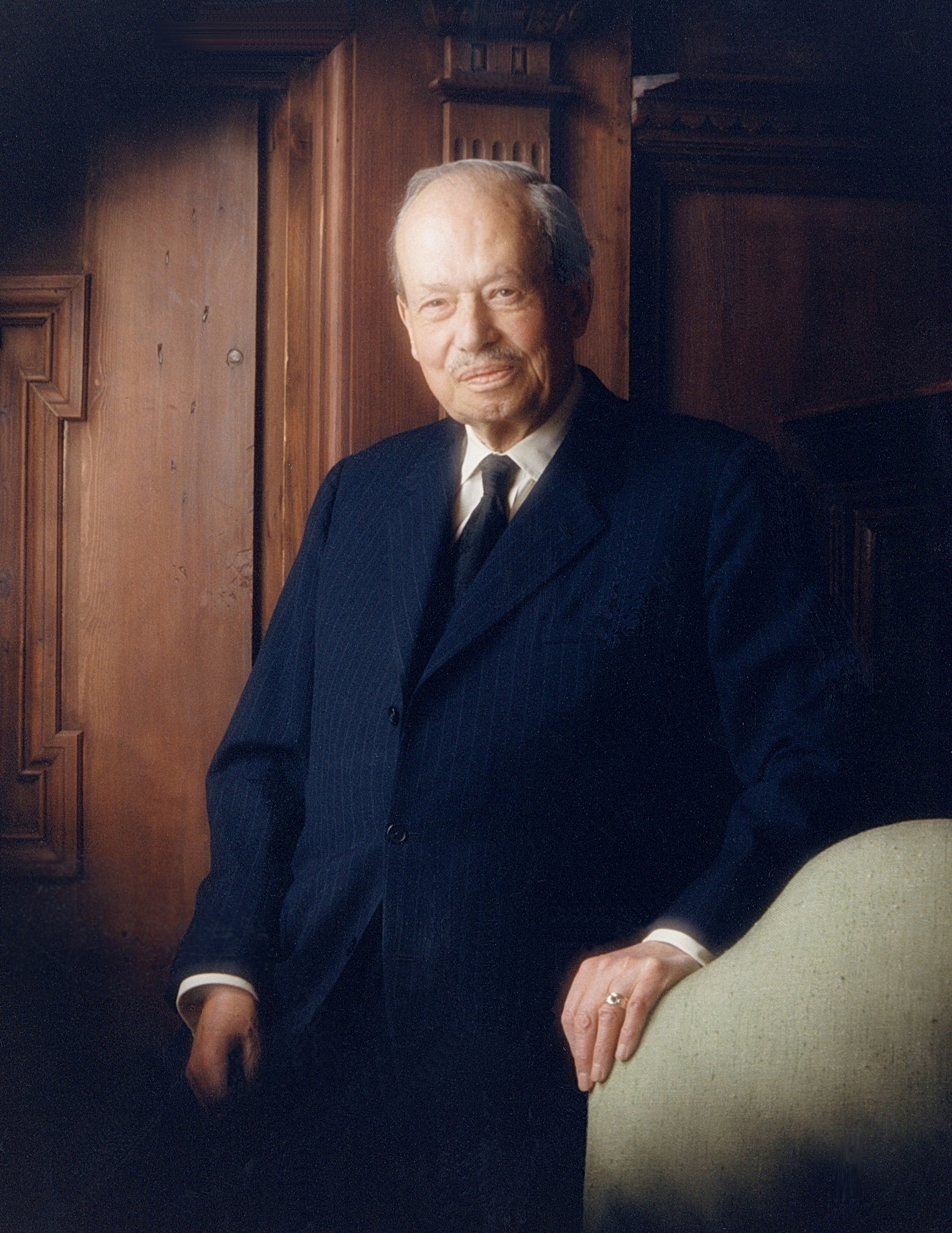
Offizielles Pressefoto des liechtensteinischen Fürsten, Datum unbekannt

Franz Josef II., Fürst von und zu Liechtenstein (Franz Josef Maria Aloys Alfred Karl Johannes Heinrich Michael Georg Ignatius Benediktus Gerhardus Majella von und zu Liechtenstein, Herzog von Troppau und Jägerndorf, Graf zu Rietberg; * 16. August 1906 auf Schloss Frauental, Steiermark, Österreich; † 13. November 1989 Grabs, Kanton St. Gallen, Schweiz) war Staatsoberhaupt des Fürstentums Liechtenstein.

## Biografie

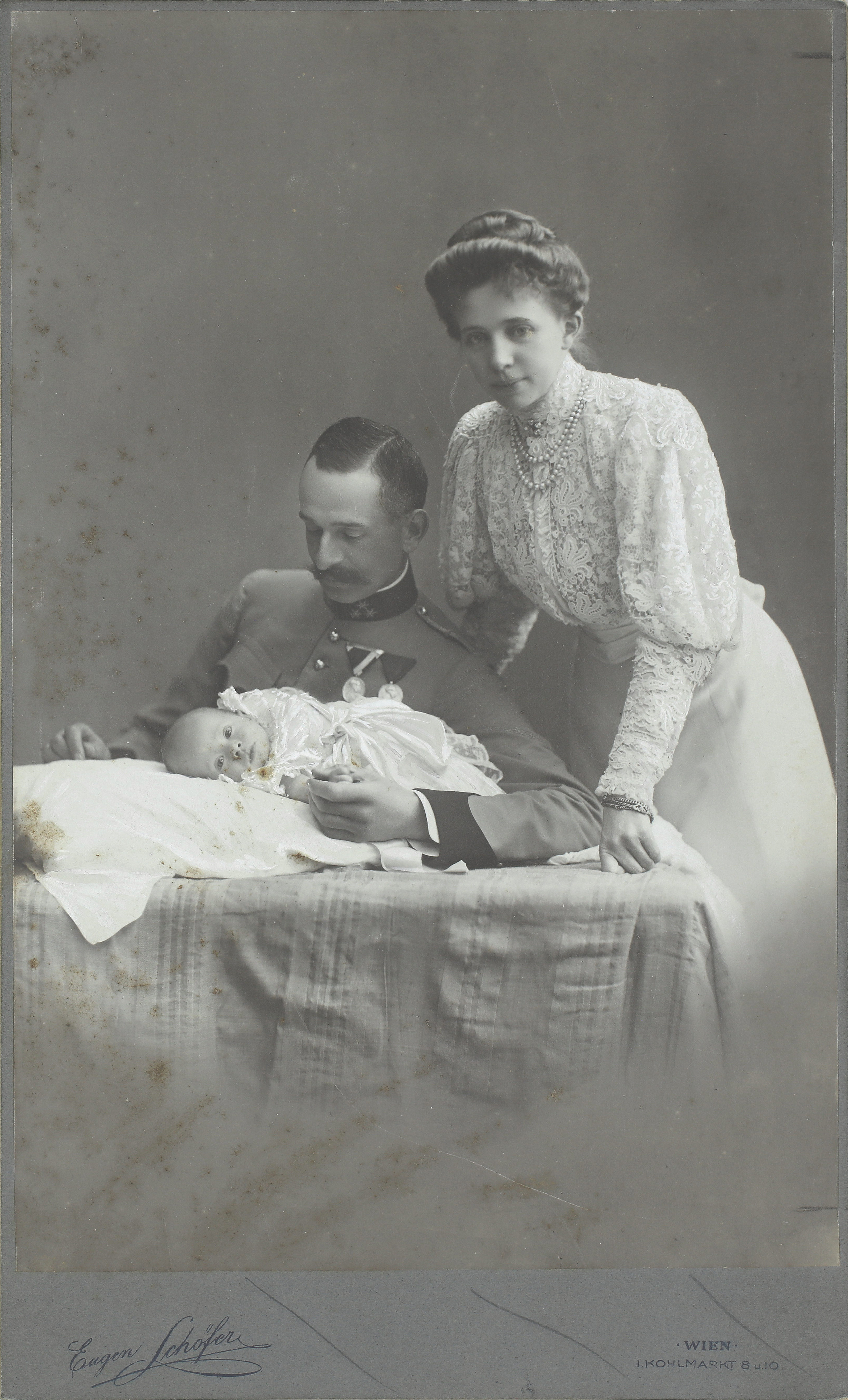
Der neugeborene Franz Josef II. mit seinen Eltern, 1906

Er war der erste Sohn von Prinz Alois von und zu Liechtenstein und Erzherzogin Elisabeth Amalie von Österreich. Sein Taufpate war Kaiser Franz Joseph I., der sein Großonkel mütterlicherseits war. Die Jugend verbrachte Franz Josef II., ein Ururenkel des Fürsten Johann Josef I., vorwiegend auf Schlössern des Fürstenhauses Liechtenstein in Österreich, darunter 1911–1914 auf Schloss Groß Ullersdorf in Mähren, wo er seine Liebe zur Natur entwickelte, die sein künftiges Studium bestimmte.
Er bestand 1925 die Matura am Schottengymnasium in Wien. Anschließend studierte der naturliebende Prinz an der Hochschule für Bodenkultur in Wien, wurde Diplomforstingenieur und widmete sich den familieneigenen Gütern in der Tschechoslowakei. (Sein Titel Herzog von Troppau und Jägerndorf verwies auf das ehemalige Österreichisch-Schlesien, nunmehr Teil Tschechiens.)
Nach verschiedenen offiziellen Missionen im Auftrag des Fürsten, so z. B. beim Rheineinbruch 1927 bei Schaan, betraute ihn Fürst Franz I. am 17. April 1930 verfassungsgemäss bei längerer Abwesenheit meinerseits vom Lande mit der Ausübung mir zukommender Hoheitsrechte. Vom 12. März 1938 an lagen die österreichischen Besitzungen der Fürstenfamilie im nationalsozialistischen Herrschaftsbereich. Am 30. März 1938 wurde er als Prinzregent des Fürsten berufen.
Am 25. Juli 1938 übernahm Franz Josef II. die Regentschaft seines verstorbenen Vorgängers Fürst Franz I. und liess sich in Liechtenstein nieder. Die NS-Herrschaft wurde im Herbst 1938 und im Frühjahr 1939 auf ganz Böhmen und Mähren ausgedehnt; im Lichte dieser und weiterer Entwicklungen war die Entscheidung des Fürsten ein weitblickender Entschluss. Er war der erste Fürst, der seinen Hauptwohnsitz in Liechtenstein hatte. Ständiger Wohnsitz der Fürstenfamilie wurde das Schloss Hohenliechtenstein über Vaduz, das der Fürst wohnlich ausbauen liess.
Am 29. Mai 1939 fand im Angesicht der Bedrohung durch das Deutsche Reich die Huldigung des liechtensteinischen Volkes an seinen Fürsten statt: sichtbare Willenserklärung, die Selbstständigkeit des Staates zu erhalten. Kurz vor Ende des Zweiten Weltkriegs liess der Fürst den Grossteil seiner im NS-Herrschaftsbereich verbliebenen Kunstwerke ins Fürstentum Liechtenstein bringen; die deutsche Regierung konnte dies einem fremden Souverän nicht verbieten.

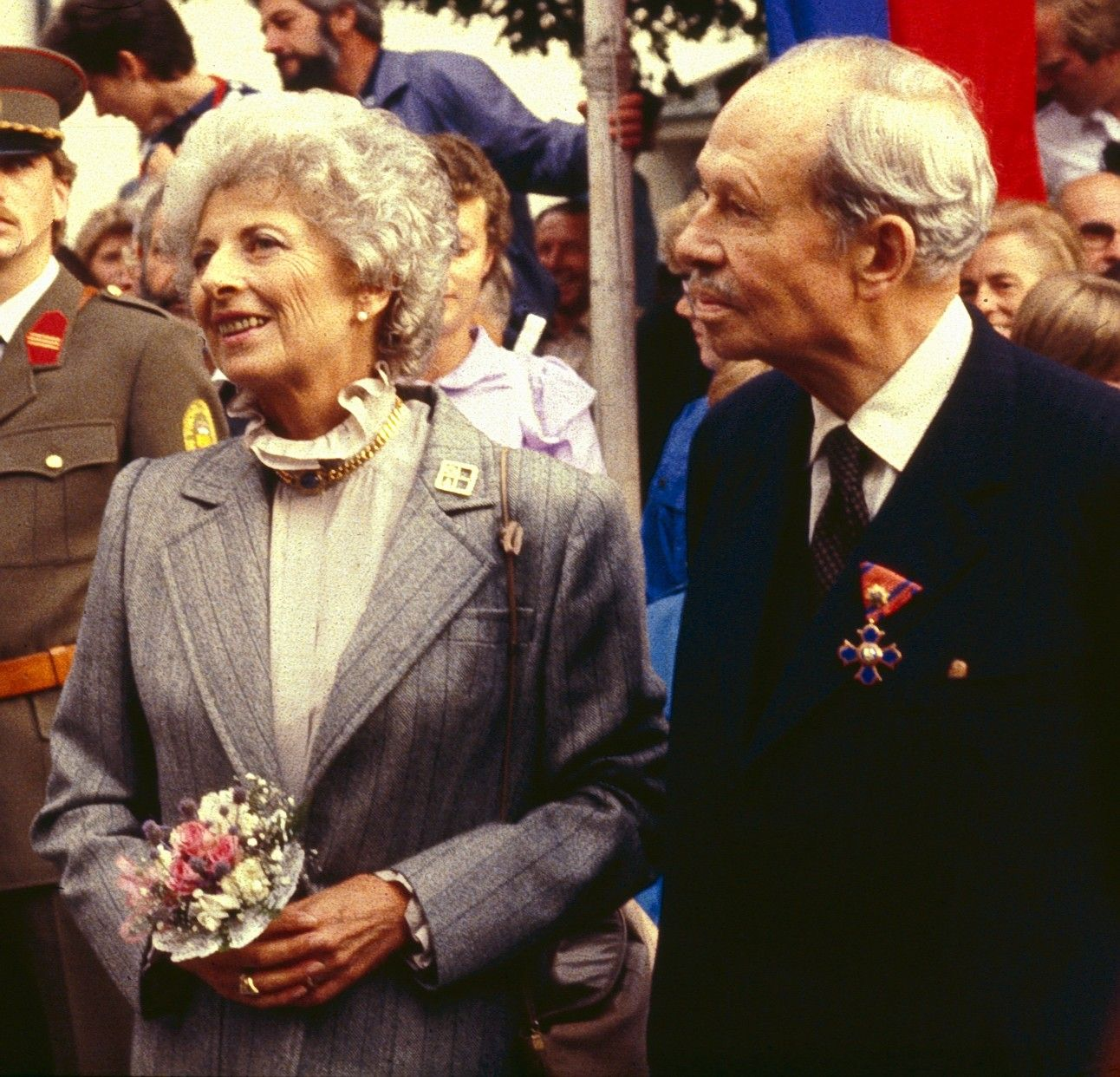
Fürst Franz Josef II. von und zu Liechtenstein mit Fürstin Gina, 1988

Während des Zweiten Weltkrieges, am 7. März 1943, heiratete er in Vaduz die Österreicherin Georgina Wilczek (1921–1989) aus der bis 1919 gräflichen Familie Wilczek. Ihre gemeinsamen Kinder sind:
- Fürst Hans-Adam II. (* 1945)
- Prinz Philipp Erasmus (* 1946)
- Prinz Nikolaus Ferdinand (* 1947)
- Prinzessin Nora (* 1950)
- Prinz Franz Josef Wenzel (1962–1991)

Die Ländereien des Fürsten in Böhmen und Mähren, darunter die Schlösser Eisgrub und Feldsberg in Südmähren, wurden mit allem Inventar 1945 nach Wiedererrichtung der Tschechoslowakei enteignet. Durch die sogenannten Beneš-Dekrete wurden damals alle Deutschen entschädigungslos enteignet und die meisten vertrieben, wobei nicht die Staatsangehörigkeit, sondern die ethnische und sprachliche Zuordnung für die Klassifizierung als „Deutscher“ entscheidend war, was auch auf die Fürstenfamilie von und zu Liechtenstein zutraf. Die Stiftung Fürst Liechtenstein klagt inzwischen vor tschechischen Bezirksgerichten auf Rückgabe. Das Stadtpalais Liechtenstein in Wien wurde im Februar 1945 bei einem Bombenangriff schwer beschädigt. (Hier werden ab 2013 weitere Teile der liechtensteinischen Kunstsammlungen gezeigt.) 

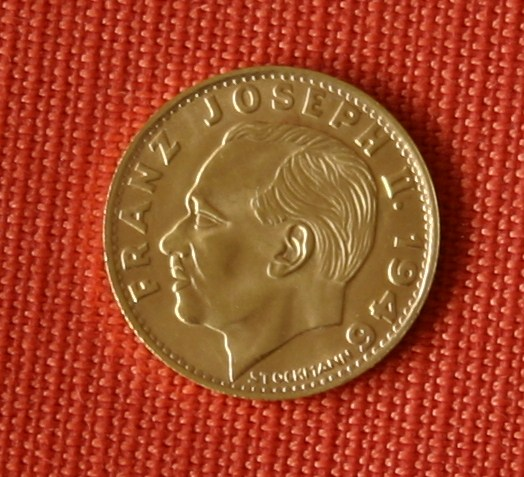
10-Franken-Goldmünze 1946, Franz Josef II.

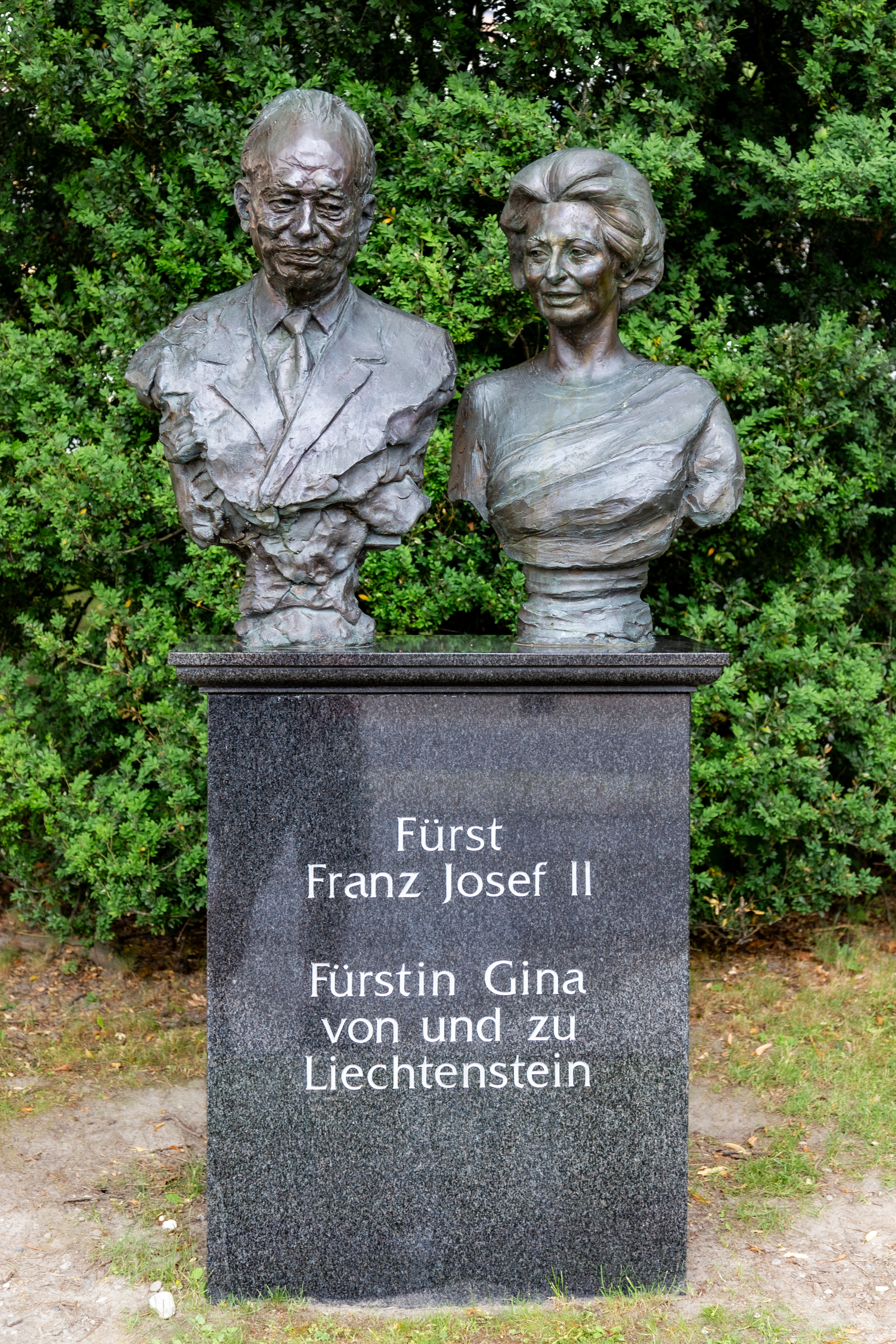
Büste des Fürstenpaares in Vaduz

Nach dem Krieg galt die Sorge Franz Josefs II. dem wirtschaftlichen, sozialen und kulturellen Fortschritt Liechtensteins. Vom Erfolg seiner Bemühungen zeugte ein modernes und in hohem Masse lebensfähiges Liechtenstein, das sich aus dem «Huckepack» der Schweiz (wirtschaftliche Anlehnung) gelöst hat und als Mitglied in EWR und UNO internationales Ansehen gewonnen hat. Die Gründung des Liechtensteinischen Roten Kreuzes 1945, die Einrichtung eines Kinderheims und einer Bildungsstätte für geistig behinderte Kinder gehen auf den Fürsten und seine Gattin zurück.
Im Jahre 1956 liess er eine Gedenkmedaille zum 50. Geburtstag prägen. In seinem 45. Regierungsjahr, 1984, setzte Fürst Franz Josef II. gemäss Artikel 13 der Verfassung Erbprinz Hans-Adam II. als dauernden Stellvertreter ein und beauftragte ihn mit der Wahrnehmung der Staatsgeschäfte. Am 13. November 1989, nach dem Tode von Fürst Franz Josef II., wurde sein Sohn als Fürst Hans-Adam II. Staatsoberhaupt.
Franz Josef II. war Ehrenprotektor der Liechtensteinischen Akademischen Verbindung Rheinmark, Altherr der katholischen (heute akademischen) Studentenverbindung der Glanzenburger in Zürich sowie seit 1927 Urmitglied der Katholisch-Österreichischen Hochschulverbindung von Nordgau-Wien im ÖCV und Bandinhaber der Katholischen Deutschen Studentenverbindung Nordgau Prag zu Koblenz im CV, der Katholischen Deutschen Studentenverbindung Algovia Augsburg im CV, der Katholischen Österreichischen Hochschulverbindung Leopoldina Innsbruck im ÖCV und der Akademischen Verbindung Austria Innsbruck im ÖCV. Ebenso war er seit 1954 Mitglied des Corps Brandenburgia-Berlin zu Cleveland/Ohio, seit 1983 war auch Mitglied der KÖL Starhemberg Wien und seit 1984 der AKV Rauracia Basel im Schw.-StV. Er war seit 1948, von Otto von Habsburg ernannt, 1240. Ritter des privaten Ordens vom Goldenen Vlies in Österreich. Durch Grossherzog Jean wurde er am 19. März 1982 in den Nassauischen Hausorden vom Goldenen Löwen aufgenommen.
Franz Josef II. und seine Frau Gina waren Mitglieder des Ritterordens vom Heiligen Grab zu Jerusalem im Rang eines Grosskreuzritters bzw. einer Grosskreuzdame.

## Humanitärer Einsatz 1945
Im Mai 1945 gewährte Fürst Franz Josef II. den in deutschen Uniformen gegen Sowjetrussland kämpfenden Truppen der 1. Russischen Nationalarmee der Deutschen Wehrmacht unter dem Befehl des Generalmajors Arthur Holmston (alias Boris Graf Smyslowsky) Asyl und lieferte sie auch auf Druck nicht an die Sowjetunion aus. Das neutrale Liechtenstein hatte die geheimen Repatriierungsabkommen der Alliierten von Jalta weder gesehen noch mitunterzeichnet.

## Grabstätte
46 Jahre waren Fürst Franz Josef II. und Fürstin Gina von und zu Liechtenstein verheiratet. Dann starb Fürstin Gina am 18. Oktober 1989 im Alter von 68 Jahren nach einem langen Krebsleiden. Sie hatte einmal gesagt: Mein Mann und ich sind eins geworden, jeder glaubt, ohne den anderen nicht mehr sein zu können. Nur 26 Tage nach dem Tod seiner Frau verstarb Fürst Franz Josef II. am 13. November 1989 im Spital von Grabs in der Schweiz, wenige Kilometer westlich der Grenze des Fürstentums. Fürst Franz Josef II. und seine Gattin wurden in der 1960 vollendeten Fürstlichen Gruft bei der katholischen Kathedral- und Stadtpfarrkirche St. Florin in Vaduz bestattet. Die Gräber sind der Öffentlichkeit nur einmal jährlich, zu Allerheiligen (1. November), zugänglich.

## Vorfahren
| Ahnentafel Fürst Franz Josef II. von und zu Liechtenstein | Ahnentafel Fürst Franz Josef II. von und zu Liechtenstein                                                            | Ahnentafel Fürst Franz Josef II. von und zu Liechtenstein                                                            | Ahnentafel Fürst Franz Josef II. von und zu Liechtenstein                                                          | Ahnentafel Fürst Franz Josef II. von und zu Liechtenstein                                                                    | Ahnentafel Fürst Franz Josef II. von und zu Liechtenstein                                                       | Ahnentafel Fürst Franz Josef II. von und zu Liechtenstein                                                       | Ahnentafel Fürst Franz Josef II. von und zu Liechtenstein                                                        | Ahnentafel Fürst Franz Josef II. von und zu Liechtenstein                                                                           |
| --------------------------------------------------------- | --- | --- | --- | --- | --- | --- | --- | --- |
| Ururgrosseltern                                           | Fürst Johann I. Josef (1760–1836) ⚭ 1792 Landgräfin Josefa zu Fürstenberg-Weitra (1776–1848)                         | Graf Alfred Wojciech Potocki (1786–1862) ⚭ 1814 Prinzessin Józefina Maria Czartoryska (1787–1862)                    | Fürst Johann I. Josef von Liechtenstein (1760–1836) ⚭ 1792 Landgräfin Josefa zu Fürstenberg-Weitra (1776–1848)     | Graf Franz de Paula Joseph Kinsky von Wchinitz und Tettau (1784–1823) ⚭ Gräfin Therese von Wrbna und Freudenthal (1789–1874) | Kaiser Franz II. (1768–1835) ⚭ 1790 Prinzessin Maria Theresa von Neapel-Sizilien (1772–1807)                    | König Maximilian I. Joseph (Bayern) (1756–1825) ⚭ 1797 Prinzessin Karoline von Baden (1776–1841)                | König Johann VI. (Portugal) (1767–1826) ⚭ 1785 Prinzessin Charlotte Joachime von Spanien (1775–1830)             | Erbprinz Konstantin zu Löwenstein-Wertheim-Rosenberg (1802–1838) ⚭ 1829 Prinzessin Marie Agnes von Hohenlohe-Langenburg (1804–1835) |
| Urgrosseltern                                             | Prinz Franz de Paula von und zu Liechtenstein (1802–1887) ⚭ 1841 Gräfin Julie Eudoxia von Potocka-Piława (1818–1895) | Prinz Franz de Paula von und zu Liechtenstein (1802–1887) ⚭ 1841 Gräfin Julie Eudoxia von Potocka-Piława (1818–1895) | Fürst Alois II. von Liechtenstein (1796–1858) ⚭ 1831 Gräfin Franziska Kinsky von Wchinitz und Tettau (1813–1881)   | Fürst Alois II. von Liechtenstein (1796–1858) ⚭ 1831 Gräfin Franziska Kinsky von Wchinitz und Tettau (1813–1881)             | Erzherzog Franz Karl von Österreich (1802–1878) ⚭ 1824 Prinzessin Sophie Friederike von Bayern (1805–1872)      | Erzherzog Franz Karl von Österreich (1802–1878) ⚭ 1824 Prinzessin Sophie Friederike von Bayern (1805–1872)      | König Michael I. (Portugal) (1802–1866) ⚭ 1851 Prinzessin Adelheid von Löwenstein-Wertheim-Rosenberg (1831–1909) | König Michael I. (Portugal) (1802–1866) ⚭ 1851 Prinzessin Adelheid von Löwenstein-Wertheim-Rosenberg (1831–1909)                    |
| Grosseltern                                               | Prinz Alfred von und zu Liechtenstein (1842–1907) ⚭ 1865 Prinzessin Henriette von und zu Liechtenstein (1843–1931)   | Prinz Alfred von und zu Liechtenstein (1842–1907) ⚭ 1865 Prinzessin Henriette von und zu Liechtenstein (1843–1931)   | Prinz Alfred von und zu Liechtenstein (1842–1907) ⚭ 1865 Prinzessin Henriette von und zu Liechtenstein (1843–1931) | Prinz Alfred von und zu Liechtenstein (1842–1907) ⚭ 1865 Prinzessin Henriette von und zu Liechtenstein (1843–1931)           | Erzherzog Karl Ludwig von Österreich (1833–1896) ⚭ 1873 Prinzessin Marie Therese von Portugal (1855–1944)       | Erzherzog Karl Ludwig von Österreich (1833–1896) ⚭ 1873 Prinzessin Marie Therese von Portugal (1855–1944)       | Erzherzog Karl Ludwig von Österreich (1833–1896) ⚭ 1873 Prinzessin Marie Therese von Portugal (1855–1944)        | Erzherzog Karl Ludwig von Österreich (1833–1896) ⚭ 1873 Prinzessin Marie Therese von Portugal (1855–1944)                           |
| Eltern                                                    | Prinz Alois von und zu Liechtenstein (1869–1955) ⚭ 1903 Erzherzogin Elisabeth Amalie von Österreich (1878–1960)      | Prinz Alois von und zu Liechtenstein (1869–1955) ⚭ 1903 Erzherzogin Elisabeth Amalie von Österreich (1878–1960)      | Prinz Alois von und zu Liechtenstein (1869–1955) ⚭ 1903 Erzherzogin Elisabeth Amalie von Österreich (1878–1960)    | Prinz Alois von und zu Liechtenstein (1869–1955) ⚭ 1903 Erzherzogin Elisabeth Amalie von Österreich (1878–1960)              | Prinz Alois von und zu Liechtenstein (1869–1955) ⚭ 1903 Erzherzogin Elisabeth Amalie von Österreich (1878–1960) | Prinz Alois von und zu Liechtenstein (1869–1955) ⚭ 1903 Erzherzogin Elisabeth Amalie von Österreich (1878–1960) | Prinz Alois von und zu Liechtenstein (1869–1955) ⚭ 1903 Erzherzogin Elisabeth Amalie von Österreich (1878–1960)  | Prinz Alois von und zu Liechtenstein (1869–1955) ⚭ 1903 Erzherzogin Elisabeth Amalie von Österreich (1878–1960)                     |
| Fürst Franz Josef II. (1906–1989)                         | | | | | | | | |